# NGC 1615
NGC 1615 is een elliptisch sterrenstelsel in het sterrenbeeld Stier. Het hemelobject werd op 5 januari 1878 ontdekt door de Franse astronoom Édouard Jean-Marie Stephan.

## HD 29103 (LDS 2256) en HD 29104 (Lewis 4)
Vanaf de aarde gezien vormt het stelsel NGC 1615 een telescopisch waarneembare driehoek met de schijnbaar iets meer westwaarts gelegen sterren HD 29103 (de dubbelster LDS 2256) en HD 29104 (de dubbelster Lewis 4). Amateurastronomen kunnen beide dubbelsterren aanwenden als gidsobjecten om het stelsel NGC 1615 op te sporen. NGC 1615 bevindt zich 3 en een halve graad ten noorden van Aldebaran.

## Wil Tirion's Uranometria 2000.0
In Wil Tirion's sterrenatlas Uranometria 2000.0 (de eerste uitgave van 1987) is NGC 1615 het enige sterrenstelsel in kaart 134.

## Synoniemen
- PGC 15608
- UGC 3096
- MCG 3-12-5
- ZWG 467.3